# Place Cauchoise
La place Cauchoise est une voie publique de la commune française de Rouen.

## Situation et accès
Une station de vélos en libre-service Lovélo y est présente.

## Origine du nom
Elle porte ce nom car elle est située sur l'emplacement de l'ancienne porte Cauchoise.

## Historique
Cette place a été initialement dénommée « place Cauchoise » avant de prendre en 1950 celui de « place Georges-Métayer », qui fut maire de Rouen puis elle reprend sa dénomination initiale quelques années plus tard.
Le nom de l'ancien maire est alors donné à l'avenue du Cimetière-Monumental.

## Bâtiments remarquables et lieux de mémoire
Un monument dit statue de Pouyer-Quertier est érigé en 1894 à Rouen sur la place Cauchoise, dû à Jules Adeline et au sculpteur Alphonse Guilloux. Il a été détruit en 1941.